# Elatostema pulleanum
Elatostema pulleanum är en nässelväxtart som beskrevs av H. Winkl.. Elatostema pulleanum ingår i släktet Elatostema och familjen nässelväxter. Inga underarter finns listade i Catalogue of Life.